# Бет Бродерік
Елізабет (Бет) Еліс Бродерік (англ. Elizabeth Alice Broderick, англ. Beth Broderick, нар.. 24 лютого 1959, Фалмут, Кентуккі, США) — американська акторка, письменниця та благодійниця. Здобула популярність роллю Зельди Спеллман у телесеріалі «Сабріна — юна відьма».

## Біографія
Народилася 24 лютого 1959 року в місті Фалмут, штат Кентуккі, США. Коли їй виповнилося 4, разом з родиною переїхала до Гантінгтон-Біч, штат Каліфорнія. З раннього дитинства цікавилась театром і незабаром отримала першу роль у шкільній виставі. Потім вона не пропустила жодної шкільної ролі. Бет завжди грала головних героїнь, через що її інтерес до театру виріс ще більше. Врешті вирішила вступити до Академії драматичних мистецтв у Пасадені.
Закінчивши Академію у 18, Бет Бродерік переїхала до Нью-Йорка, щоб стати акторкою. Через деякий час вона очолила компанію «Monumet». У 29-річному віці у 1988 знялася у фільмі «Вкрасти дім». У 1990 році з'явилася у фільмі «Багаття марнославства» та кількох театральних постановках. У 1991 році вона почала писати книги, і її акторська кар'єра відійшла на другий план.
У 1996—2002 роках Бродерік виконувала роль тітоньки Зельди в шоу «Сабріна — маленька відьма», серіалі за мотивами коміксу компанії Archie Comics. У телесеріалі вона була не тільки акторкою, але й режисеркою кількох епізодів. У 2004 році вона отримала другорядну роль мами Кейт в серіалі «Залишитися в живих».
Протягом багатьох років Бродерік займається благодійністю.

## Вибрана фільмографія
| Рік         |    | Українська назва            | Оригінальна назва              | Роль                      |
| ----------- | -- | --------------------------- | ------------------------------ | ------------------------- |
| 1987        | ф  | Круті дівчата               | Slammer Girls                  | Ебігейл                   |
| 1988        | с  | Метлок                      | Matlock                        | Джейн Барнс               |
| 1988        | ф  | Вкрасти будинок             | Stealing Home                  | Леслі                     |
| 1990        | с  | Мерфі Браун                 | Murphy Brown                   | Рита                      |
| 1990        | с  | Одружені... та з дітьми     | Married ... with Children      | міс Пенза                 |
| 1990        | ф  | Багаття марнославства       | The Bonfire of the Vanities    | Керолайн Гефтшанк         |
| 1992        | с  | Північна сторона            | Northern Exposure              | Лінда Анджело             |
| 1993        | ф  | Мисливець за тінню          | Shadowhunter                   | Боббі Кейн                |
| 1996 — 2002 | с  | Сабріна — юна відьма        | Sabrina, the Teenage Witch     | Зельда Спеллман           |
| 1997        | ф  | Поспішиш — людей насмішиш   | Fools Rush In                  | Трейсі Верна              |
| 1997 — 1998 | мс | Люди в чорному              | Men in Black: The Series       | Ейлін                     |
| 2004        | с  | C.S.I.: Місце злочину Маямі | CSI: Miami                     | Мона                      |
| 2005 — 2008 | с  | Загублені                   | Lost                           | Даян Дженссен             |
| 2006        | с  | Надприродне                 | Supernatural                   | Еліс Міллер               |
| 2006        | с  | Шукачка                     | The Closer                     | Морган Блум               |
| 2007        | ф  | Чужий ліс                   | Timber Falls                   | Гайда                     |
| 2007        | с  | Біонічна жінка              | The Closer                     | Алексіс                   |
| 2007        | с  | C.S.I.: Місце злочину       | CSI: Crime Scene Investigation | Белінда                   |
| 2008        | с  | Швидка допомога             | ER                             | Едіт Лендрі               |
| 2009        | с  | Детектив Раш                | Cold Case                      | Ліббі Трейнор в 2009 році |
| 2009        | с  | Вплив                       | Leverage                       | Моніка Гантер             |
| 2010        | с  | Касл                        | Castle                         | Барбара Манн              |
| 2010        | тф | Помста подружок нареченої   | Revenge of the Bridesmaids     | Олівія Макнебб            |
| 2013        | с  | Під куполом                 | Under the Dome                 | Роуз Твітчелл             |
| 2014        | с  | Мелісса і Джоуї             | Melissa & Joey                 | докторка Еллен Рандлер    |
| 2017        | с  | Детектив Босх               | Bosch                          | суддя Шерон Гоутон        |
| 2018        | с  | Гострі предмети             | Sharp Objects                  | Енні Бі                   |
| 2020        | с  | Моторошні пригоди Сабріни   | Chilling Adventures of Sabrina | Зельда Спеллман           |
| 2021        | с  | Вокер                       | Walker                         | місіс Гарлан              |